# 佐伯俊道
佐伯 俊道（さえき としみち、1949年3月8日 - ）は、日本の脚本家。東京都出身。元映画助監督。

## 来歴
1949年東京都出身。実父は国際原子力機関（IAEA）職員。
1971年に公務執行妨害で逮捕されて学習院大学文学部哲学科中退。内ゲバに嫌気がさして学生運動を離れ、同年に東京ムービーに入社し、長浜忠夫の下で演出助手として『新オバケのQ太郎』などアニメ制作に携わるが、文芸部への移籍を申し出るも空きがないために退社。ストリップ劇場の関係者などを経て、1972年に梶間俊一の誘いでテレビ映画を制作する東映東京撮影所と契約。同年に東映東京撮影所契約者労働組合（東契労）の書記長に就任し、組合の専従となる。助監督としては内藤誠、野田幸男、舛田利雄、長谷部安春、鈴木則文、石井輝男らに師事し、1980年、東映東京撮影所企画製作部が初めてテレビ映画を手がけた『大激闘マッドポリス'80』で主任助監督に昇格。続編『特命刑事』ではB班監督を務めた。
1983年フリーとなり脚本家に転身し、主に日活ロマンポルノ、テレビドラマなどを手掛ける。
荒井晴彦、高田純、一色伸幸とともに山田耕大による企画製作会社ブレーントラストに参加。同社内の軋轢により、山田、宮島秀司らが新たに設立した企画製作会社メリエスに所属した。メリエス倒産後は自らエフ・デザインを立ち上げた。2019年度から協同組合日本シナリオ作家協会理事長を務める。

## テレビドラマ
※担当表示がないものは脚本担当

### NHK
- 新・半七捕物帳[10]
- 人情とどけます〜江戸娘飛脚〜[10]
- 病院[10]
- 流通戦争[10]
- ちいさこべ[10]
- 量刑[10]
- やらまいか！　本田宗一郎物語[10]

### 日本テレビ系
- 大激闘マッドポリス'80[10] - 助監督
- 特命刑事[10] - 助監督・B班監督
- 刑事・鬼貫八郎シリーズ[10]
- 九門法律相談所シリーズ[10]
- 検事霞夕子シリーズ[10]
- 松本清張スペシャル・鬼畜[10]
- 苦い夜[10]
- 松本清張シリーズ・中央流沙[10]
- 女友達[10]
- 道連れ[10]
- ダイヤル119番[10]

### TBS系
- 中卒・東大一直線[10]
- ポニーテールはふり向かない[10]
- 天使のアッパーカット[10]
- HOTEL[10]
- 棟居刑事シリーズ[10]
- 赤かぶ検事奮戦記 京都転勤篇[10]
- 連続ドラマ 赤かぶ検事京都篇[10]
- 西村京太郎サスペンス・十津川警部シリーズ（渡瀬恒彦版）[10]
- 西村京太郎サスペンス　新・十津川警部シリーズ（内藤剛志版）[10]
- 美空ひばり物語[10]
- 実録トリカブト殺人事件[10]
- ナースステーション[10]

### フジテレビ系
- 名探偵 明智小五郎シリーズ[10]
- 実録・小野田少尉 遅すぎた帰還[10]
- CONTROL〜犯罪心理捜査〜 [10]
- 白旗の少女[10]
- 象のいない動物園[10]
- 金田一耕助シリーズ[10]
- 実録札幌テレクラ殺人事件[10]
- 実録フェアレディＺの女　北陸路誘拐殺人行[10]
- 長生き戦争！[10]
- 癒し屋キリコの約束[10]

### テレビ朝日系
- 仮面ライダーV3[10]
- 私鉄沿線97分署[10]
- 半落ち[10]
- 氷の華[10]
- 相棒[10]
- 臨場[10]
- 臨場-続章-[10]
- 再捜査刑事・片岡悠介シリーズ[10]

### テレビ東京系
- 不倫調査員・片山由美シリーズ[10]
- 信濃のコロンボ事件ファイル[10]
- 作家探偵・山村美紗シリーズ[10]
- 48時間の恐怖[10]

## 劇場映画
※担当表示がないものは脚本担当
- 二百三高地[11] - 助監督
- 若妻24時間暴行[11]
- 太陽のきずあと[11]
- 団鬼六 蛇の穴[11]
- 悪魔の部屋[11]
- 少女暴行事件 赤い靴[11]
- 連続殺人鬼 冷血[11]
- 湯殿山麓呪い村[11]
- 美姉妹 剥ぐ![11]
- オフィスラブ 真昼の禁猟区[11]
- SASORI IN U.S.A.[11]
- スクール・ウォーズ HERO[11]
- パイレーツによろしく[11]
- でべそ[11]
- ＳＡＫＵＲＡＳＡＫＵＲＡ　高峰譲吉物語[11]
- フィレンツェの風に抱かれて[11]
- 紅蓮華[11]
- 福田村事件

## アニメ
※担当表示がないものは脚本担当

### テレビ
- 新オバケのQ太郎（日本テレビ）[10] - 演出助手
- ガラスの仮面（テレビ東京）[10]

### ビデオ
- スローステップ[10]

## 演劇
※担当表示がないものは脚本担当
- 怪談狂言　牡丹灯籠（国立能楽堂）
- 眠れる森の美女（サロン劇場）
- あるレイプ　藪の中／劇団『椿組』
- お葉という女　伊藤晴雨伝／劇団『椿組』

## 著書
- フィレンツェの風に抱かれて（角川書店、1991年1月25日）[12]　　ISBN 9784048521741
- 天使のように生きてみたい（徳間書店、1992年7月1日）[13]　　ISBN 978-4191249141
- 相棒 season7（中）(朝日文庫、2011年1月7日）[14]　　ISBN 978-4022645906
- 京都西陣 恋衣の殺人―捜査検事・押忍正義「京都殺人調書」（光文社文庫、2012年5月10日）[13]　　ISBN 978-4334764098
- 終生娯楽派の戯言（シナリオ作家協会、2021年）[13]